# Fort Stanwix

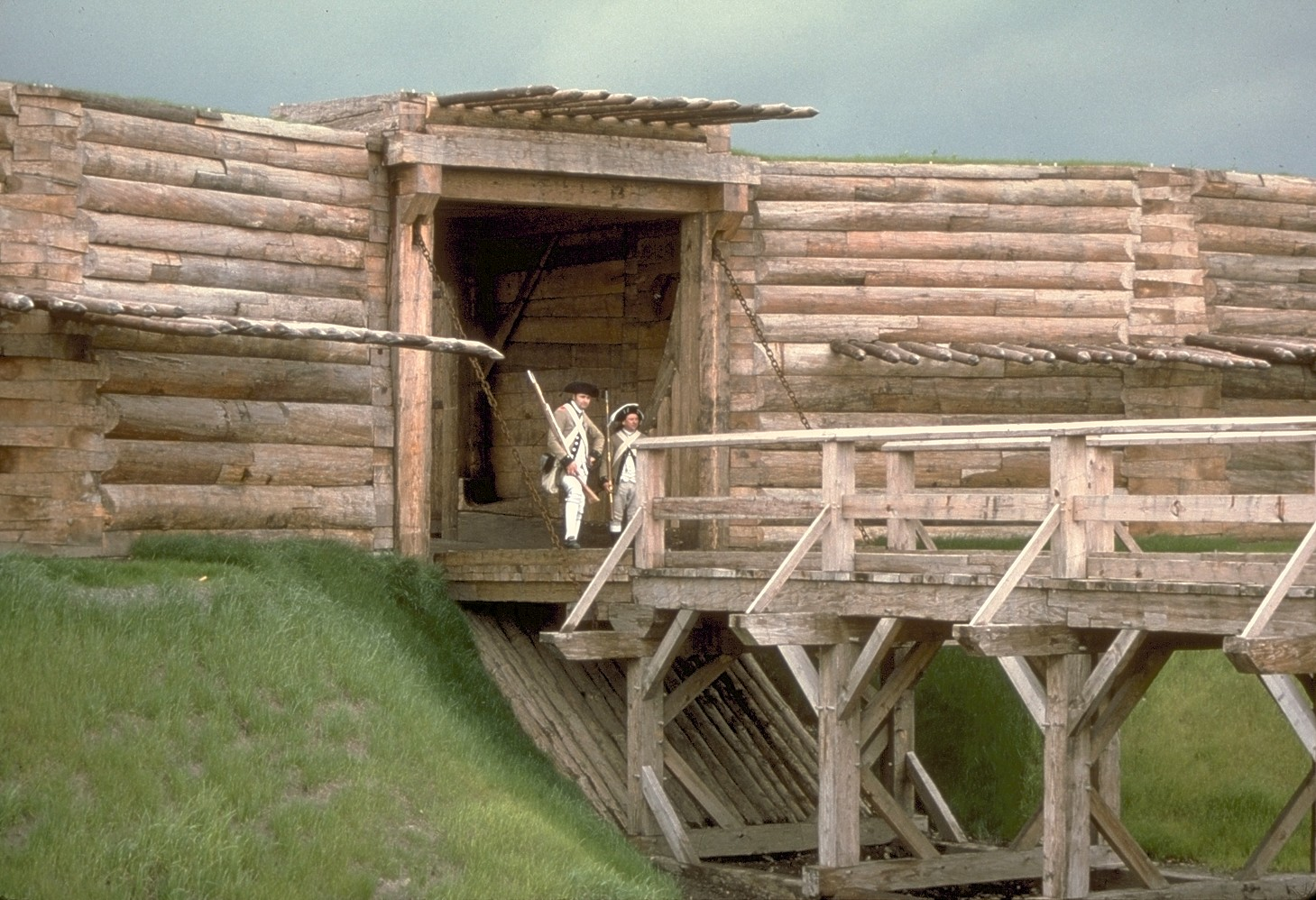
Rievocazione all'interno della fortezza

Fort Stanwix è stata una fortezza coloniale la cui costruzione iniziò il 26 agosto 1758 sotto la direzione del generale britannico John Stanwix nell'attuale Rome (New York), ma che fu completata solo nel 1762. La fortificazione alla moderna fu costruita per proteggere un attraversamento fluviale noto come Oneida Carry nel corso della guerra franco-indiana. Fort Stanwix National Monument, una struttura ricostruita dal National Park Service, sorge oggi nello stesso luogo.

## Trattato di Fort Stanwix
Fort Stanwix fu costruito per proteggere un attraversamento fluviale sul principale corso d'acqua che univa la costa atlantica all'entroterra e il fiume Mohawk ad est con il Wood Creek ad ovest. Wood Creek conduceva fino al lago Oneida e ad Oswego sul lago Ontario.
Nel 1768 Fort Stanwix fu la sede di un importante trattato tra britannici ed Irochesi, organizzato da William Johnson. Al momento del trattato la fortezza era cadente ed inutilizzata. L'obiettivo dell'incontro era quello di rinegoziare il confine tra le terre indiane e gli insediamenti dei bianchi deciso nel proclama reale del 1763. Il governo britannico sperava che un nuovo confine avrebbe posto fine alla violenza lungo la frontiera, diventata costosa e problematica. Gli indiani speravano di porre un nuovo limite, definitivo, all'espansionismo degli europei.
Il trattato fu firmato il 5 novembre ed estese verso ovest il precedente confine. In pratica gli Irochesi avevano ceduto il Kentucky ai coloni bianchi. Gli indiani che abitavano il Kentucky, soprattutto Shawnee, Delaware e Cherokee, non presero parte ai negoziati. Invece di rendere sicura la zona, il trattato di Fort Stanwix pose le basi per le successive ostilità.
Fort Stanwix fu abbandonato nel 1768 e lasciato andare in rovina.

## Fort Schuyler
La fortezza fu occupata di nuovo dalle truppe coloniali del colonnello Elias Dayton il 12 luglio 1776. Iniziarono la ricostruzione e ne cambiarono il nome in Fort Schuyler, anche se molti continuarono a chiamarlo Fort Stanwix. Il colonnello Peter Gansevoort prese il comando della fortezza il 3 maggio 1777.
Il 3 agosto 1777 la fortezza fu assediata dall'8º reggimento del Re, lealisti ed indiani guidati dal generale di brigata Barrimore Matthew St. Leger nel corso di una campagna fatta per dividere le colonie statunitensi. Gansevoort rifiutò i termini della resa offerti dai britannici, e l'assedio ebbe inizio.
Secondo il folklore locale, quando le truppe coloniali issarono la bandiera nella fortezza il 3 agosto 1777, era la prima volta che la bandiera degli Stati Uniti d'America veniva portata in battaglia. È più probabile che la bandiera esposta a Fort Schuyler fosse composta da sole tredici strisce, un'antica versione della bandiera di New York e della Grand Union Flag.
La battaglia di Oriskany fu combattuta a pochi chilometri di distanza quando una colonna statunitense di rinforzi, guidata dal generale Nicholas Herkimer, subì un'imboscata di lealisti Tory e dei loro alleati indiani. Mentre molti assedianti erano impegnati in battaglia, i difensori della fortezza fecero una sortita ed attaccarono il campo nemico, saccheggiando e distruggendo le riserve nemiche. Demoralizzati e ridotti di numero, i britannici si ritirarono quando seppero dell'arrivo di un'altra colonna con il generale Benedict Arnold. I britannici si ritirarono in Canada e si unirono alla campagna di Burgoyne a Fort Ticonderoga.
Il fallimento britannico nella conquista della fortezza e nella discesa del fiume Mohawk fu un duro colpo e portò alla sconfitta del generale John Burgoyne nella battaglia di Saratoga.
La fortezza fu rasa al suolo da un incendio il 13 maggio 1781 e non fu più ricostruita. Fu abbandonata e la sua guarnigione si acquartierò a Fort Herkimer.

## Secondo trattato
Il secondo trattato di Fort Stanwix fu discusso nella fortezza tra americani ed indiani nel 1784. Nel corso della guerra anglo-americana del 1812 era stata costruita una casamatta. All'inizio del 1828 furono smantellate le fortificazioni.
La fortezza divenne monumento nazionale il 21 agosto 1935. Tra il 1974 ed il 1978 il National Park Service la ricostruì, ed un nuovo centro visitatori fu aggiunto nel 2005. Oggi il monumento è aperto tutto l'anno, ed è gestito dal National Park Service.